# What I'm For (singolo)
What I'm For è un singolo del cantautore statunitense Pat Green, pubblicato il 4 aprile 2009 come terzo estratto dal quinto album in studio What I'm For.